# Namballeus signifer
Genre
Espèce
Namballeus signifer, unique représentant du genre Namballeus, est une espèce d'opilions laniatores de la famille des Cosmetidae.

## Distribution
Cette espèce est endémique de la région de Cajamarca au Pérou. Elle se rencontre vers le río Namballe.

## Description
Le mâle holotype mesure 5 mm et la femelle paratype 6 mm.

## Publication originale
- Roewer, 1952 : « Neotropische Arachnida Arthrogastra, zumeist aus Peru. » Senckenbergiana, vol. 33, p. 37-58.